# کژژانکی (شهرستان گوستنگ)
کژژانکی (به لهستانی:  Krzyżanki) یک روستا در لهستان است که در گمینا پنپووو واقع شده‌است.